# Wybory parlamentarne na Barbadosie w 2022 roku
Wybory parlamentarne na Barbadosie – przedterminowe wybory do Izby Zgromadzenia, które odbyły się 19 stycznia 2022 roku. 
Były to pierwsze wybory parlamentarne na Barbadosie od czasu zerwania unii personalnej z Wielką Brytanią i proklamowania republiki 30 listopada 2021 roku.

## System wyborczy
30 członków Izby Zgromadzenia wybieranych jest metodą głosowania pierwszorzędnego w okręgach jednomandatowych.

## Wyniki
Wybory parlamentarne z wynikiem 69,03% głosów wygrała Partia Pracy Barbadosu. Osiągnięty rezultat przełożył się na 30 mandatów w Izbie Zgromadzenia. 
| Partia                              | Partia                               | Głosy   | Głosy  | Głosy | Mandaty | Mandaty |
| Partia                              | Partia                               | Razem   | %      | +/–   | Razem   | +/–     |
| ----------------------------------- | ------------------------------------ | ------- | ------ | ----- | ------- | ------- |
|                                     | Partia Pracy Barbadosu (BLP)         | 78 720  | 69,03% | 4,44% | 30      |         |
|                                     | Demokratyczna Partia Pracy (DLB)     | 33 985  | 22,64% | 3,91% | 0       | –       |
|                                     | Sojusz na rzecz Postępu (APP)        | 3205    | 2,81%  | 1,57% | 0       | –       |
|                                     | Solutions Barbados (SB)              | 699     | 0,61%  | 1,84% | 0       | –       |
|                                     | Bajan Free Party (BFP)               | 191     | 0,17%  | 0,1%  | 0       | –       |
|                                     | New Barbados Kingdom Alliance (NBKA) | 122     | 0,11%  | 0     | 0       | –       |
|                                     | Barbados Sovereignty Party (BSP)     | 120     | 0,11%  | 0     | 0       | –       |
| Razem                               | Razem                                | 114 035 | 100%   | –     | 30      | –       |
|                                     |                                      |         |        |       |         |         |
| Zarejestrowani wyborcy / frekwencja | Zarejestrowani wyborcy / frekwencja  | 255 833 | –      | –     | –       | –       |
| Źródło: Nation News                 |                                      |         |        |       |         |         |